# Atractus duidensis
Atractus duidensis este o specie de șerpi din genul Atractus, familia Colubridae, descrisă de Roze 1961. A fost clasificată de IUCN ca specie cu risc scăzut. Conform Catalogue of Life specia Atractus duidensis nu are subspecii cunoscute.